# Živojin Mitrović
Živojin Mitrović (Servisch: Живојин Митровић) (1950 - ) was burgemeester in Kosovo en is directeur van het Coördinatiecentrum voor Roma-opname in Belgrado, Servië.

## Bestuur van Kosovo
Živojin Mitrović was burgemeester van Pristina van 1991 tot 1992 en had in deze tijd de belangrijkste bestuurlijke van de provincie; de regering van Autonome Provincie Kosovo en Metohija (1990-1999) gebeurde vanuit Belgrado. Zijn voorganger was Momčilo Trajković en hield de titel Provinciaal Bestuurder, te vergelijken met vice-premier, en zijn opvolger was Novica Sojević die eveneens de post van burgemeester van Pristina bekleedde, echter gedurende zeer korte tijd in 1992.

## Roma
Živojin Mitrović is momenteel directeur van het Coördinatiecentrum voor Roma-opname (Co-ordination Centre for Roma Inclusion) en lid van het Nationale Romaraad (Roma National Council) in Belgrado. Hij houdt zich onder andere bezig met de problematiek van de onhygiënische leefgebieden van de Romazigeuners en de verspreiding naar burgermaatschappij, om leefomstandigheden voor de kinderen, scholing en werk te verbeteren en te zorgen voor een betere hygiëne en behuizing. Meestal met tegenzin van de Roma die het liefst in een groep bij elkaar blijven.